# Fushë-Kruja
Fushë-Kruja (albanisch auch Fushë-Krujë) ist eine Stadt in Mittelalbanien mit 17.877 Einwohnern (Volkszählung 2023). Sie liegt in der Gemeinde Kruja rund 20 Kilometer nördlich der albanischen Hauptstadt Tirana. Fushë-Kruja ist heute der größte Ort in der Gemeinde.
Bis 2015 war Fushë-Kruja eine eigenständige Gemeinde (bashkia). 2015 wurden die Gemeinden des Kreises Kruja zusammengelegt.

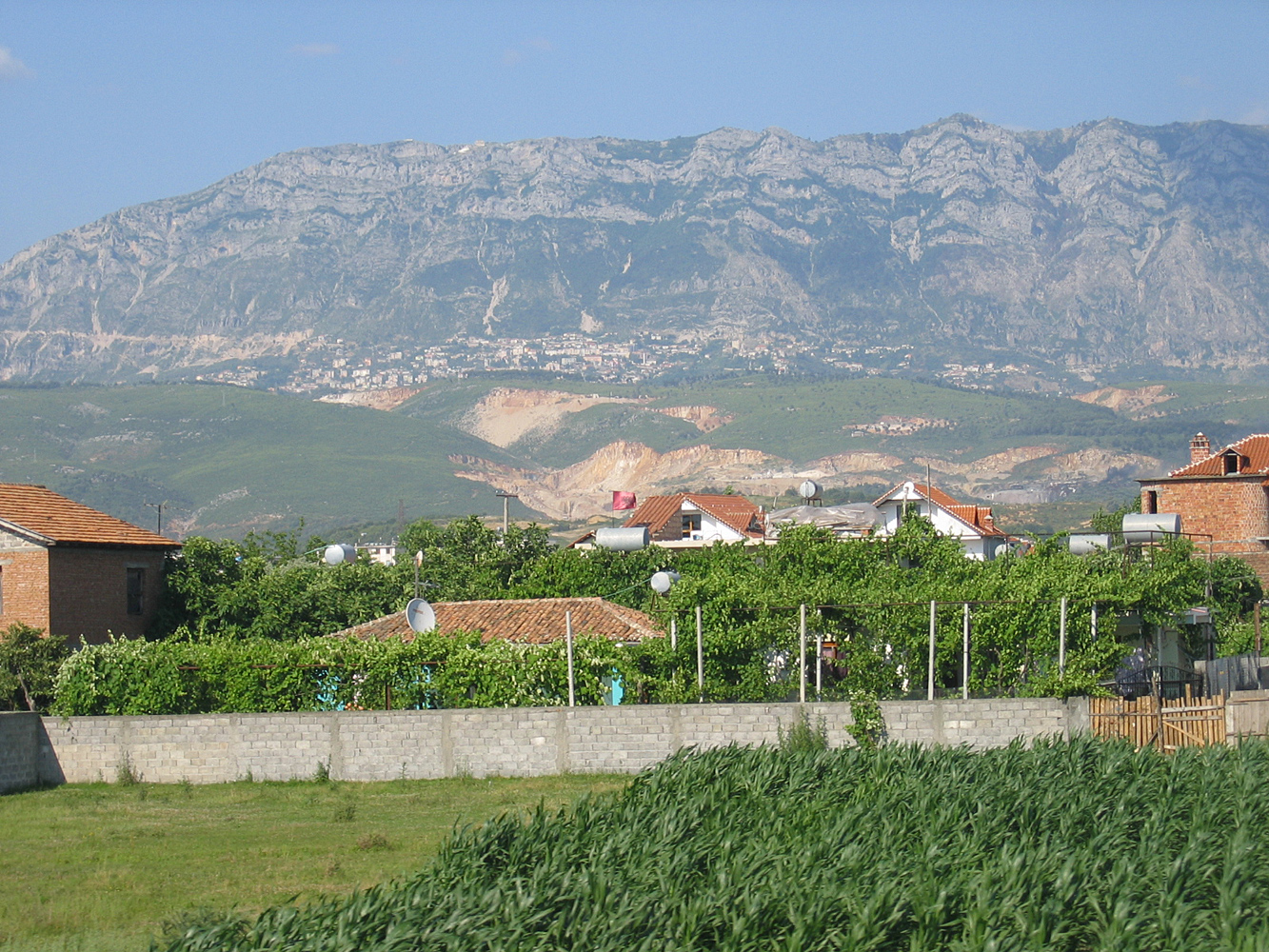
Blick von Fushë-Kruja in die Berge

Fushë-Kruja liegt in der Küstenebene am Fuße des Skanderbeggebirges, an dessen Westhang der etwa zehn Kilometer entfernte Kreishauptort Kruja klebt. Von dieser historischen Stadt leitet sich auch der Namen Fushë-Krujas ab, der in etwa Kruja im Feld oder Ebene von Kruja bedeutet. Der Ort wird vom Flüsschen Zeza (Deutsch: die Schwarze) durchflossen, einem aus den Bergen kommenden Nebenarm des Ishëm. Die Küste des Adriatischen Meers ist beinahe 20 Kilometer in nordwestlicher Richtung entfernt.
Sämtlicher Straßenverkehr nach Nord- und Nordostalbanien passiert Fushë-Kruja, wo sich die aus Tirana und Durrës kommenden Straßen vereinigen. Eine neu erstellte Schnellstraße führt von hier aus weiter nach Norden. Sie wird momentan zu einer vierspurigen Autobahn ausgebaut, die Durrës mit Kukës und dem Kosovo verbindet. Die Eisenbahnstrecke der Hekurudha Shqiptare nach Shkodra und Montenegro verläuft einige Kilometer westlich; ein Industriegleis führt aber durch Fushë-Kruja zu einer nordöstlich gelegenen Zementfabrik. Der einzige internationale Flughafen Albaniens ist nur einige Kilometer entfernt.
Auch die Gründung des Ortes hat mit dem Verkehr zu tun. Bereits im 15. oder 16. Jahrhundert wurde die Ura e Zezë, die Zeza-Brücke, an dieser Stelle urkundlich erwähnt; ein gleichnamiges Dorf besteht dort ebenfalls seit dieser Zeit. Nach dem Zweiten Weltkrieg haben sich in Fushë-Kruja viele Vertriebene aus dem Kosovo niedergelassen. In dieser Zeit wurden in Albanien die Sümpfe in den Küstenebenen trockengelegt und die Flussläufe verbessert, so dass neues Kulturland entstand. Später wurde in Fushë-Kruja eine Zementfabrik und weitere Industrie angesiedelt – einerseits, um das Ortsbild von Kruja nicht zu zerstören, andererseits weil Fushë-Kruja gut erreichbar ist.
Fushë-Kruja ist dank seiner Lage und der Nähe zu Tirana ein kleines regionales wirtschaftliches Zentrum. Eine Zementfabrik gibt es noch immer. Daneben machten lange von weitem sichtbare Rauchsäulen auf die Öfen von Kalkbrennereien östlich der Stadt aufmerksam. In Fushë-Kruja und den südlich gelegenen Gemeinden hat sich die albanische Möbelindustrie konzentriert: zahlreiche Produktionsbetriebe versuchen mit stetig wachsenden Verkaufsläden entlang der Straße Kunden vor allem aus Tirana anzulocken. Des Weiteren ist Fushë-Kruja ein kleiner Marktfleck, wo die Bewohner aus der Umgebung sich mit dem Notwendigen eindecken können. Seit dem Ende des kommunistischen Regimes in Albanien Anfang der 1990er Jahre erlebte die Umgebung von Fushë-Kruja eine erhebliche Zuwanderung von Binnenmigranten aus abgelegenen ländlichen Gebieten und damit einhergehend eine Zersiedelung mit reger Bautätigkeit außerhalb der alten Dorfzentren.
Einige Dörfer im Umkreis der Stadt gehören ebenfalls zur lokalen Verwaltungseinheit von Fushë-Kruja. Dazu gehört das Dorf Halilaj östlich unweit der Straße nach Kruja, das für seine Ausgrabungsstätte Zgërdhesh bekannt ist.

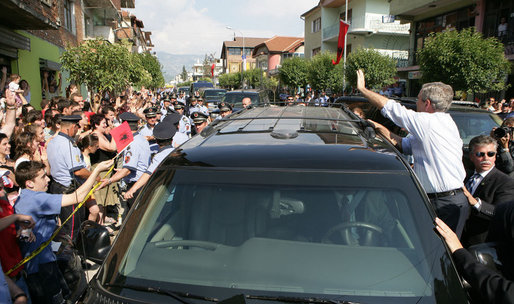
Der amerikanische Präsident George W. Bush bei seinem Besuch im Sommer 2007

Die wohl größte internationale Aufmerksamkeit erfuhr der Ort 2007, als dem amerikanischen Präsidenten George W. Bush bei einem kurzen Besuch angeblich die Uhr gestohlen wurde. Erstaunlich war dabei, dass der weltweit umstrittene und meist sehr gut abgeschirmte amerikanische Präsident gerade in Albanien ein Bad in der Menge nahm und die Hände der Einwohner Fushë-Krujas schüttelte. Bush, der eigentlich für ein Treffen mit lokalen Kleinunternehmern, die von einem amerikanischen Hilfsprojekt finanzierte Mikrokredite erhielten, in die Stadt gekommen war, wurde zum Ehrenbürger von Fushë-Kruja ernannt. In der Folge wurde der zentrale Platz nach ihm benannt und zu seinen Ehren eine Statue errichtet.

Der lokale Fußballverein KS Iliria spielt zurzeit in der dritthöchsten Liga, der Kategoria e dytë.